# 3068 Khanina
3068 Khanina este un asteroid din centura principală, descoperit pe 23 decembrie 1982, de Liudmila Karacikina.